# Утакмице фудбалске репрезентације Мађарске 1968.
Фудбалска репрезентација Мађарске је током 1968. године одиграла две званичне утакмице, обе су биле европске квалификације против СССРа. У Будимпешти је екипа без Флоријана Алберта и Ференца Бенеа победила са 2 : 0, у реваншу у Москви чак и ова два класна играча су се показала недовољним. У првом полувремену лопта се од Шољмошијеве ноге одбила у мрежу голмана Ђуле Тамаша, други погодак са 25 метара постигао је Хурцилава, а на крају је голом Бишовеца обележио европски опроштај.
Разлог малог броја одиграних званичних утакмица А репрезентације је учешће Мађарске на фудбалском турниру Олимпијских игара. У олимпијској селекцији су били и неки играчи који су уједно играли и за А репрезентацију Мађарске и савез се потуно посветио овом такмичењу, што је и довело до резултата. Мађарска је освојила златну медаљу по трећи пут у својој историји.
Савезни селектор националног тима у овом периоду је био:
- Карољ Шош

Селектор олимпијске репрезентације у овом периоду је боп:
- Карољ Лакат

## Утакмице
| Мађарска               | 2 : 0 (1 : 0) | Совјетски Савез |
| ---------------------- | ------------- | --------------- |
| Фаркаш 23’ · Гереч 84’ | Извештај      |                 |

| Совјетски Савез                                | 3 : 0 (1 : 0) | Мађарска |
| ---------------------------------------------- | ------------- | -------- |
| Шољмоши 20’ (аг) · Хурцилава 58’ · Бишовец 70’ | Извештај      |          |

| Мађарска                                              | 4 : 0 (1 : 0) | Салвадор |
| ----------------------------------------------------- | ------------- | -------- |
| Менцел 19’ · А. Дунаи 47’ · Фазекаш 51’ · Шаркези 68’ | Извештај      |          |

| Мађарска                  | 2 : 2 (2 : 2) | Гана                     |
| ------------------------- | ------------- | ------------------------ |
| А. Дунаи 15’ · Менцел 17’ | Извештај      | Сандеј 12’ · Сампене 33’ |

| Мађарска         | 2 : 0 (1 : 0) | Израел |
| ---------------- | ------------- | ------ |
| А. Дунаи 40’ 75’ | Извештај      |        |

| Мађарска   | 1 : 0 (0 : 0) | Гватемала |
| ---------- | ------------- | --------- |
| Л. Сич 69’ | Извештај      |           |

| Мађарска                           | 5 : 0 (1 : 0) | Јапан |
| ---------------------------------- | ------------- | ----- |
| Л. Сич 30’ 60’ 75’ · Новак 53’ 65’ | Извештај      |       |

| Мађарска                                  | 4 : 1 (2 : 1) | Бугарска          |
| ----------------------------------------- | ------------- | ----------------- |
| Менцел 40’ · А. Дунаи 41’ 49’ · Јухас 62’ | Извештај      | 22’ Ц.В. Димитров |

## Голгетери у 1968.
| Домаћин | Гост |

| - Јанош Фаркаш - Јанош Гереч - Ерне Шољмоши - Антал Дунаи - Лајош Сич |

## Извори и спољашње везе
- Dénes Tamás-Rochy Zoltán. A 700. után. Rochy és Társa. ISBN 963-04-7169-8.
- Rejtő László – Lukács László – Szepesi György: Felejthetetlen 90 percek. Budapest: Sportkiadó. 1977.  963-253-501-4
- Све утакмице репрезентације Мађарске
- Репрезентација Мађарске на фудбалској бази података
- Утакмице репрезентације Мађарске (1968)